# Imbibicja
Imbibicja (od łac. imbibo "wypijać, nasiąkać") – proces pęcznienia koloidów. Polega on na przyłączaniu coraz większej ilości cząsteczek wody wiązaniami wodorowymi do cząsteczek płaszcza wodnego otaczającego cząsteczkę koloidu hydrofilnego, a tym samym na zwiększaniu odległości między kolejnymi micellami koloidowymi. Występuje m.in. w początkowej fazie kiełkowania nasion – pęcznieniu, w której zwiększają swoją objętość i masę po zanurzeniu w wodzie lub otoczeniu wilgotnego środowiska.
Zjawisko to zachodzi również w stomatologicznych masach wyciskowych, przechowywanych w środowisku hipotonicznym (np. w wodzie)